# Юсупова, Айнура Ишенбаевна
Айнура Ишенбаевна Юсупова (род. 2 мая 1959 года, Фрунзе, КирССР, СССР) — российский искусствовед, член-корреспондент Российской академии художеств (2007). Заслуженный работник культуры Российской Федерации (2002).

## Биография
Родилась 2 мая 1959 года в г. Фрунзе Киргизской ССР.
В 1981 году — окончила отделение истории и теории искусства исторического факультета МГУ.
С 1994 года — член Ассоциации историков искусства Японии.
С 2010 года — член Международного общества укиё-э.
В 2007 года — избрана членом-корреспондентом Российской академии художеств от Отделения искусствознания и художественной критики.
Ведущий научный сотрудник отдела графики в ГМИИ имени А. С. Пушкина, с 2003 года — читает специальный курс «Изобразительное искусство Японии периода Эдо» на кафедре истории и культуры Японии в Институте стран Азии и Африки.
- Варвара Бубнова (1886—1983). Русская художница в Японии // Каталог выставки (автор-составитель совм. с И. П. Кожевниковой, А. Лозовым) (М., 1989 г.)
- Пьеса Канадэхон Тюсингура в японской гравюре 18-19 вв." // статья в сб. «Городская художественная культура Востока»(М., 1990 г.)
- Три века японской гравюры. (М., 1993 г.)
- Ukiyoe Paintings and Prints Collection at the State Museum of Oriental Arts, Moscow, Russia / Japanese Art in the Great European Collections. Vol. 12. Kodansha, Tokyo, 1994. Editors Ikuō Hirayama, Tadashi Kobayashi. (Японская живопись и гравюра в собрании ГМИВ, Россия (на яп. яз.) — статья в 12-титомном издании «Сокровища японского искусства в лучших собраниях Европы». Том 12. (Токио: издательство «Коданся», 1994 г.)
- Каталог японских старопечатных книг из собрания ГМИИ, ГМВ, ГРБ. Совм. с Б. Г. Вороновой, Питером Корницки. Вст. статья и аннотации к собранию ГМВ. (М.: Изд. ГРБ, 2001 г. С. 161—164.)
- Японская ксилография в собрании Максимилиана Волошина // Статья в альбоме «Сокровища дома Волошина». (Симферополь: Издательство «Сонат», 2005 г. С.100-144.)
- Самураи. Сокровища воинской знати // Каталог выставки в Музеях Московского Кремля из собрания Токийского национального музея (куратор выставки, составитель каталога, научный редактор) (М., 2008 г.)
- Российское искусствознание о японском искусстве // Сб. статей научной конференции(организатор конференции, составитель сборника статей и научный редактор). (М., 2010 г.)
- Японская живопись эпохи Момояма — середины эпохи Эдо (конец XVI − XVIII век) // Статья в Каталоге выставки «Керамика Раку: космос в чайной чашке. Выставка из японских собраний». (СПб., 2015 г.)
- Керамика Раку: Вселенная в чайной чаше. Выставка из японских собраний // Каталог выставки в ГМИИ им. А. С. Пушкина.(куратор выставки, составитель и научный редактор каталога, автор одной из вступительных статей) (М., 2015 г.)
- Японская ксилография.(М.: Taschen — издательство «АСТ», 2005 г.) научная редактура
- Японские гравюры. Образы изменчивого мира. (М.: Mondadori — издательство «Астрель», 2004 г.) научная редактура

## Награды
- Заслуженный работник культуры Российской Федерации (2002)[1]
- Орден Восходящего солнца 5 степени (2019, Япония)[2]
- Медаль «В память 850-летия Москвы» (1997)